# Jürgen Kohler
Jürgen Kohler (Lambsheim, 6 ottobre 1965) è un dirigente sportivo, allenatore di calcio ed ex calciatore tedesco, di ruolo difensore.

## Caratteristiche tecniche

### Giocatore
(Franz Beckenbauer)
È ricordato come uno degli ultimi stopper «vecchio stampo» del calcio europeo, ruolo di cui la stampa specializzata lo elesse a miglior interprete della sua generazione. Agli esordi, determinante nella sua impostazione in campo fu Klaus Schlappner, tecnico di Kohler al Waldhof Mannheim, il quale «mi teneva in campo più degli altri per insegnarmi a crossare in corsa. Voleva uno stopper capace di sganciarsi a sostegno delle punte. Gli devo molto per il mio perfezionamento tecnico».

Kohler (a destra), con la maglia della Germania Ovest, difende la palla dall'intervento dell'olandese van Basten – suo storico avversario – nel corso degli ottavi di finale del.

Difensore forte e possente fisicamente, tra i pezzi forti del suo repertorio c'era il colpo di testa, fondamentale in cui eccelleva grazie a tempismo – la sua qualità migliore, da cui derivava un ottimo senso della posizione – ed elevazione, e con cui sapeva all'occorrenza rendersi pericoloso anche in fase offensiva. Nonostante la mole fisica, aveva dalla sua una grande agilità che gli consentiva di affrontare con egual successo sia classici arieti d'area di rigore, sia avversari più brevilinei e scattanti: situazioni che permisero a Kohler di esibirsi in «appassionanti duelli tecnici e agonistici», dove adottò come contromisure l'anticipo o, in seconda battuta, «poderosi recuperi».
In tal senso rimane nella memoria il suo dualismo sportivo con Marco van Basten, sia in nazionale sia nelle squadre di club, che lo fece passare alla storia come uno dei pochi difensori capaci di arginare le giocate dell'attaccante olandese: proprio van Basten descrisse il tedesco come un difensore «duro ma corretto», rimarcandone l'agonismo rude ma sempre nei limiti del regolamento. Calciatore dal grande temperamento e con il piglio del leader, mostrava altresì molta umiltà: Giovanni Trapattoni, suo allenatore alla Juventus, ricordò come non avesse «mai visto un campione del mondo che dopo l'allenamento si sottopone ad un lavoro specifico come un qualsiasi ragazzino del vivaio».
Tra le pecche di Kohler, infatti, inizialmente vi era la carente tecnica di base – soprattutto per quanto riguardava l'uso del sinistro –, tanto che agli esordi in patria si guadagnò suo malgrado il soprannome di Eisenfuss ("piede di ferro"); in seguito, l'approdo nel calcio italiano gli permise di affinare questo fondamentale soprattutto nei passaggi, divenuti da qui in avanti «precisi anche dalla lunga distanza», oltreché a disimpegnarsi discretamente con i piedi pure nelle sortite verso l'area avversaria. Per tutta la carriera continuò invece a patire una certa incostanza di rendimento, anche alla luce di numerosi guai fisici.

## Carriera

### Giocatore

#### Club

Roberto Baggio e Kohler sollevano la Coppa UEFA 1992-1993 vinta con la Juventus

Dopo gli inizi, tra gli anni 1970 e 1980, nei vivai di TB Jahn Lambsheim e Waldhof Mannheim, con questi ultimi esordì in prima squadra nel 1983, da neopromossi in Bundesliga, conquistando immediatamente un posto nell'undici titolare e rimanendo a Mannheim per i successivi quattro anni. Trasferitosi al Colonia, vi rimase per due stagioni sfiorando, nel 1989, il successo in Bundesliga che conquistò invece l'anno seguente con la sua nuova squadra, il Bayern Monaco.
Lasciò Monaco di Baviera nell'estate 1991 per approdare in Italia alla Juventus, acquistato per 8,5 miliardi di lire. Grazie al suo temperamento, divenne ben presto uno degli idoli della tifoseria bianconera, rimanendo a Torino per quattro anni in cui disputò oltre 100 partite di Serie A in maglia juventina, conquistando nel 1993 la Coppa UEFA dopo aver superato nella doppia finale i connazionali del Borussia Dortmund, e contribuendo nella stagione 1994-1995 al double nazionale formato dallo scudetto – assente in casa bianconera da nove anni – e dalla Coppa Italia; sempre nel 1995 raggiunse con i torinesi la sua seconda finale di Coppa UEFA, persa contro il Parma.

Kohler (a destra) in maglia juventina nel 1992, in marcatura sull'ascolano e connazionale Bierhoff nel corso del campionato di Serie A.

Tornato in patria nell'estate seguente e accasatosi tra le file del Borussia Dortmund, nel 1996 trionfò per la seconda volta in Bundesliga e, l'anno successivo, prese parte alla vittoria della prima e fin qui unica Champions League nella storia dei gialloneri, conquistata battendo in finale proprio la Juventus: ancora legato alla sua ex squadra, Kohler festeggerà quel successo con al collo una sciarpa bianconera, gesto ricordato con affetto dai tifosi italiani. A Dortmund si fregiò inoltre, sempre nel 1997, del successo in Coppa Intercontinentale, seppur non scendendo in campo nella sfida contro i brasiliani del Cruzeiro.
Con i gialloneri chiuse la carriera agonistica nel 2002, dopo aver vinto in quell'anno il suo quarto titolo nazionale e sfiorato nuovamente la seconda Coppa UEFA, perdendo la finale contro gli olandesi del Feyenoord durante la quale venne espulso al 31'.

#### Nazionale

Kohler, Augenthaler e Reuter festeggiano il trionfo della Germania Ovest al.

Vestì per la prima volta la divisa della Germania Ovest il 24 settembre 1986, in una partita contro la Danimarca. Coi colori nazionali, sul finire degli anni 1980 disputò il campionato d'Europa 1988 giocato proprio in Germania Ovest, dove nella semifinale contro i Paesi Bassi, per l'unica volta in carriera Marco van Basten riuscì a spuntarla su Kohler siglando, allo scadere, il gol che qualificò gli olandesi alla finale. Il difensore fu poi tra i protagonisti della vittoriosa spedizione tedesca al mondiale di Italia 1990, giocando peraltro da titolare la finale di Roma contro l'Argentina di Diego Armando Maradona che diede ai teutonici il terzo titolo mondiale.

Kohler (in secondo piano) in nazionale nel 1987, alle prese con l'argentino Valdano nell'amichevole di Buenos Aires.

Con la maglia della riunificata Germania partecipò poi, nel corso degli anni 1990, al campionato d'Europa 1992 in Svezia che vide i tedeschi finalisti, al mondiale di Stati Uniti 1994, chiusosi per i campioni uscenti ai quarti di finale, e al campionato d'Europa 1996 in Inghilterra, culminato con la terza affermazione continentale della nazionale tedesca, trionfatrice in finale al golden gol sulla Rep. Ceca; Kohler, partito titolare nella spedizione oltremanica, si infortunò tuttavia al 14' della partita d'esordio dei tedeschi nel torneo, il 9 giugno contro i cechi, cosa che lo costrinse ad assistere da spettatore al resto della competizione.
Lasciò la nazionale dopo aver giocato il suo terzo mondiale, quello di Francia 1998, con un ruolino di 105 partite e 2 reti.

### Allenatore e dirigente
Appesi gli scarpini al chiodo, dal 1º luglio 2002 al 3 marzo 2003 siede sulla panchina della Germania under 21. Dal 1º aprile seguente al 29 giugno 2004 è direttore sportivo del Bayer Leverkusen. Dal 17 dicembre 2005 al 4 aprile 2006 è poi allenatore del Duisburg. Il 28 agosto 2008 assume il doppio incarico di allenatore e direttore sportivo dell'Aalen, dando le dimissioni da tecnico il 5 maggio 2009 dopo che gli sono stati riscontrati problemi cardiaci; il 15 novembre lascia anche la mansione dirigenziale.
Il 1º gennaio 2012 diventa il tecnico della formazione Under-19 del Bonner SC, lasciando il club il 12 marzo seguente. Il 2 aprile 2013 diventa direttore sportivo del Waldhof Mannheim, lasciando tuttavia la squadra poco dopo, il 30 giugno. Il 14 ottobre dello stesso anno diventa allenatore dell'EGC Wirges, incarico mantenuto fino al 2015. Dopo una stagione al SC Hauenstein, ha guidato il Vfl Alfter nella Mittelrheinliga 2016-2017.

## Statistiche

### Cronologia presenze e reti in nazionale
| Cronologia completa delle presenze e delle reti in nazionale ― Germania | Cronologia completa delle presenze e delle reti in nazionale ― Germania | Cronologia completa delle presenze e delle reti in nazionale ― Germania | Cronologia completa delle presenze e delle reti in nazionale ― Germania | Cronologia completa delle presenze e delle reti in nazionale ― Germania | Cronologia completa delle presenze e delle reti in nazionale ― Germania | Cronologia completa delle presenze e delle reti in nazionale ― Germania | Cronologia completa delle presenze e delle reti in nazionale ― Germania |
| Data                                                                    | Città                                                                   | In casa                                                                 | Risultato                                                               | Ospiti                                                                  | Competizione                                                            | Reti                                                                    | Note                                                                    |
| ----------------------------------------------------------------------- | ----------------------------------------------------------------------- | ----------------------------------------------------------------------- | ----------------------------------------------------------------------- | ----------------------------------------------------------------------- | ----------------------------------------------------------------------- | ----------------------------------------------------------------------- | ----------------------------------------------------------------------- |
| 24-9-1986                                                               | Copenaghen                                                              | Danimarca                                                               | 0 – 2                                                                   | Germania Ovest                                                          | Amichevole                                                              | -                                                                       |                                                                         |
| 15-10-1986                                                              | Hannover                                                                | Germania Ovest                                                          | 2 – 2                                                                   | Spagna                                                                  | Amichevole                                                              | -                                                                       |                                                                         |
| 25-3-1987                                                               | Tel Aviv                                                                | Israele                                                                 | 0 – 2                                                                   | Germania Ovest                                                          | Amichevole                                                              | -                                                                       |                                                                         |
| 18-4-1987                                                               | Colonia                                                                 | Germania Ovest                                                          | 0 – 0                                                                   | Italia                                                                  | Amichevole                                                              | -                                                                       |                                                                         |
| 12-8-1987                                                               | Berlino                                                                 | Germania Ovest                                                          | 2 – 1                                                                   | Francia                                                                 | Amichevole                                                              | -                                                                       |                                                                         |
| 9-9-1987                                                                | Düsseldorf                                                              | Germania Ovest                                                          | 3 – 1                                                                   | Inghilterra                                                             | Amichevole                                                              | -                                                                       |                                                                         |
| 23-9-1987                                                               | Amburgo                                                                 | Germania Ovest                                                          | 1 – 0                                                                   | Danimarca                                                               | Amichevole                                                              | -                                                                       |                                                                         |
| 14-10-1987                                                              | Gelsenkirchen                                                           | Germania Ovest                                                          | 1 – 1                                                                   | Svezia                                                                  | Amichevole                                                              | -                                                                       |                                                                         |
| 18-11-1987                                                              | Budapest                                                                | Ungheria                                                                | 0 – 0                                                                   | Germania Ovest                                                          | Amichevole                                                              | -                                                                       |                                                                         |
| 12-12-1987                                                              | Brasilia                                                                | Brasile                                                                 | 1 – 1                                                                   | Germania Ovest                                                          | Amichevole                                                              | -                                                                       |                                                                         |
| 16-12-1987                                                              | Mar del Plata                                                           | Argentina                                                               | 1 – 0                                                                   | Germania Ovest                                                          | Amichevole                                                              | -                                                                       |                                                                         |
| 31-3-1988                                                               | Berlino                                                                 | Germania Ovest                                                          | 1 – 1 dts (2 – 4 dtr)                                                   | Svezia                                                                  | Amichevole                                                              | -                                                                       |                                                                         |
| 2-4-1988                                                                | Berlino                                                                 | Germania Ovest                                                          | 1 – 0                                                                   | Argentina                                                               | Amichevole                                                              | -                                                                       |                                                                         |
| 27-4-1988                                                               | Kaiserslautern                                                          | Germania Ovest                                                          | 1 – 0                                                                   | Svizzera                                                                | Amichevole                                                              | -                                                                       |                                                                         |
| 4-6-1988                                                                | Brema                                                                   | Germania Ovest                                                          | 1 – 1                                                                   | Jugoslavia                                                              | Amichevole                                                              | -                                                                       |                                                                         |
| 10-6-1988                                                               | Düsseldorf                                                              | Germania Ovest                                                          | 1 – 1                                                                   | Italia                                                                  | Euro 1988 - 1º turno                                                    | -                                                                       |                                                                         |
| 14-6-1988                                                               | Gelsenkirchen                                                           | Germania Ovest                                                          | 2 – 0                                                                   | Danimarca                                                               | Euro 1988 - 1º turno                                                    | -                                                                       |                                                                         |
| 17-6-1988                                                               | Monaco di Baviera                                                       | Germania Ovest                                                          | 2 – 0                                                                   | Spagna                                                                  | Euro 1988 - 1º turno                                                    | -                                                                       |                                                                         |
| 21-6-1988                                                               | Amburgo                                                                 | Germania Ovest                                                          | 1 – 2 dts                                                               | Paesi Bassi                                                             | Euro 1988 - Semifinale                                                  | -                                                                       |                                                                         |
| 31-8-1988                                                               | Helsinki                                                                | Finlandia                                                               | 0 – 4                                                                   | Germania Ovest                                                          | Qual. Mondiali 1990                                                     | -                                                                       |                                                                         |
| 21-9-1988                                                               | Düsseldorf                                                              | Germania Ovest                                                          | 1 – 0                                                                   | Unione Sovietica                                                        | Amichevole                                                              | -                                                                       |                                                                         |
| 19-10-1988                                                              | Monaco di Baviera                                                       | Germania Ovest                                                          | 0 – 0                                                                   | Paesi Bassi                                                             | Qual. Mondiali 1990                                                     | -                                                                       |                                                                         |
| 22-3-1989                                                               | Sofia                                                                   | Bulgaria                                                                | 1 – 2                                                                   | Germania Ovest                                                          | Amichevole                                                              | -                                                                       |                                                                         |
| 26-4-1989                                                               | Rotterdam                                                               | Paesi Bassi                                                             | 1 – 1                                                                   | Germania Ovest                                                          | Qual. Mondiali 1990                                                     | -                                                                       |                                                                         |
| 25-4-1990                                                               | Stoccarda                                                               | Germania Ovest                                                          | 3 – 3                                                                   | Uruguay                                                                 | Amichevole                                                              | -                                                                       |                                                                         |
| 26-5-1990                                                               | Düsseldorf                                                              | Germania Ovest                                                          | 1 – 0                                                                   | Cecoslovacchia                                                          | Amichevole                                                              | -                                                                       |                                                                         |
| 30-5-1990                                                               | Gelsenkirchen                                                           | Germania Ovest                                                          | 1 – 0                                                                   | Danimarca                                                               | Amichevole                                                              | -                                                                       |                                                                         |
| 10-6-1990                                                               | Milano                                                                  | Germania Ovest                                                          | 4 – 1                                                                   | Jugoslavia                                                              | Mondiali 1990 - 1º turno                                                | -                                                                       |                                                                         |
| 15-6-1990                                                               | Milano                                                                  | Germania Ovest                                                          | 5 – 1                                                                   | Emirati Arabi Uniti                                                     | Mondiali 1990 - 1º turno                                                | -                                                                       |                                                                         |
| 19-6-1990                                                               | Milano                                                                  | Germania Ovest                                                          | 1 – 1                                                                   | Colombia                                                                | Mondiali 1990 - 1º turno                                                | -                                                                       |                                                                         |
| 24-6-1990                                                               | Milano                                                                  | Germania Ovest                                                          | 2 – 1                                                                   | Paesi Bassi                                                             | Mondiali 1990 - Ottavi di finale                                        | -                                                                       |                                                                         |
| 1-7-1990                                                                | Milano                                                                  | Germania Ovest                                                          | 1 – 0                                                                   | Cecoslovacchia                                                          | Mondiali 1990 - Quarti di finale                                        | -                                                                       |                                                                         |
| 4-7-1990                                                                | Torino                                                                  | Germania Ovest                                                          | 1 – 1 dts (4 – 3 dtr)                                                   | Inghilterra                                                             | Mondiali 1990 - Semifinale                                              | -                                                                       |                                                                         |
| 8-7-1990                                                                | Roma                                                                    | Germania Ovest                                                          | 1 – 0                                                                   | Argentina                                                               | Mondiali 1990 - Finale                                                  | -                                                                       |                                                                         |
| 29-8-1990                                                               | Lisbona                                                                 | Portogallo                                                              | 1 – 1                                                                   | Germania Ovest                                                          | Amichevole                                                              | -                                                                       |                                                                         |
| 31-10-1990                                                              | Lussemburgo                                                             | Lussemburgo                                                             | 2 – 3                                                                   | Germania                                                                | Qual. Euro 1992                                                         | -                                                                       |                                                                         |
| 19-12-1990                                                              | Stoccarda                                                               | Germania                                                                | 4 – 0                                                                   | Svizzera                                                                | Amichevole                                                              | -                                                                       |                                                                         |
| 27-3-1991                                                               | Francoforte sul Meno                                                    | Germania                                                                | 2 – 1                                                                   | Unione Sovietica                                                        | Amichevole                                                              | -                                                                       |                                                                         |
| 5-6-1991                                                                | Cardiff                                                                 | Galles                                                                  | 1 – 0                                                                   | Germania                                                                | Qual. Euro 1992                                                         | -                                                                       |                                                                         |
| 11-9-1991                                                               | Londra                                                                  | Inghilterra                                                             | 0 – 1                                                                   | Germania                                                                | Amichevole                                                              | -                                                                       |                                                                         |
| 16-10-1991                                                              | Norimberga                                                              | Germania                                                                | 4 – 1                                                                   | Galles                                                                  | Qual. Euro 1992                                                         | -                                                                       |                                                                         |
| 20-11-1991                                                              | Bruxelles                                                               | Belgio                                                                  | 0 – 1                                                                   | Germania                                                                | Qual. Euro 1992                                                         | -                                                                       |                                                                         |
| 18-12-1991                                                              | Leverkusen                                                              | Germania                                                                | 4 – 0                                                                   | Lussemburgo                                                             | Qual. Euro 1992                                                         | -                                                                       |                                                                         |
| 30-5-1992                                                               | Gelsenkirchen                                                           | Germania                                                                | 1 – 0                                                                   | Turchia                                                                 | Amichevole                                                              | -                                                                       |                                                                         |
| 2-6-1992                                                                | Brema                                                                   | Germania                                                                | 1 – 1                                                                   | Irlanda del Nord                                                        | Amichevole                                                              | -                                                                       |                                                                         |
| 12-6-1992                                                               | Norrköping                                                              | Germania                                                                | 1 – 1                                                                   | Comunità degli Stati Indipendenti                                       | Euro 1992 - 1º turno                                                    | -                                                                       |                                                                         |
| 15-6-1992                                                               | Norrköping                                                              | Scozia                                                                  | 0 – 2                                                                   | Germania                                                                | Euro 1992 - 1º turno                                                    | -                                                                       |                                                                         |
| 18-6-1992                                                               | Göteborg                                                                | Paesi Bassi                                                             | 3 – 1                                                                   | Germania                                                                | Euro 1992 - 1º turno                                                    | -                                                                       |                                                                         |
| 21-6-1992                                                               | Solna                                                                   | Svezia                                                                  | 2 – 3                                                                   | Germania                                                                | Euro 1992 - Semifinale                                                  | -                                                                       |                                                                         |
| 26-6-1992                                                               | Göteborg                                                                | Germania                                                                | 0 – 2                                                                   | Danimarca                                                               | Euro 1992 - Finale                                                      | -                                                                       |                                                                         |
| 18-11-1992                                                              | Norimberga                                                              | Germania                                                                | 0 – 0                                                                   | Austria                                                                 | Amichevole                                                              | -                                                                       |                                                                         |
| 16-12-1992                                                              | Porto Alegre                                                            | Brasile                                                                 | 3 – 1                                                                   | Germania                                                                | Amichevole                                                              | -                                                                       |                                                                         |
| 20-12-1992                                                              | Montevideo                                                              | Uruguay                                                                 | 1 – 4                                                                   | Germania                                                                | Amichevole                                                              | -                                                                       |                                                                         |
| 24-3-1993                                                               | Glasgow                                                                 | Scozia                                                                  | 0 – 1                                                                   | Germania                                                                | Amichevole                                                              | -                                                                       |                                                                         |
| 14-4-1993                                                               | Bochum                                                                  | Germania                                                                | 6 – 1                                                                   | Ghana                                                                   | Amichevole                                                              | -                                                                       |                                                                         |
| 10-6-1993                                                               | Washington                                                              | Germania                                                                | 3 – 3                                                                   | Brasile                                                                 | U.S. Cup 1993                                                           | -                                                                       |                                                                         |
| 13-6-1993                                                               | Chicago                                                                 | Stati Uniti                                                             | 3 – 4                                                                   | Germania                                                                | U.S. Cup 1993                                                           | -                                                                       |                                                                         |
| 22-9-1993                                                               | Tunisi                                                                  | Tunisia                                                                 | 1 – 1                                                                   | Germania                                                                | Amichevole                                                              | -                                                                       |                                                                         |
| 13-10-1993                                                              | Karlsruhe                                                               | Germania                                                                | 5 – 0                                                                   | Uruguay                                                                 | Amichevole                                                              | -                                                                       |                                                                         |
| 17-11-1993                                                              | Colonia                                                                 | Germania                                                                | 2 – 1                                                                   | Brasile                                                                 | Amichevole                                                              | -                                                                       |                                                                         |
| 15-12-1993                                                              | Miami                                                                   | Argentina                                                               | 2 – 1                                                                   | Germania                                                                | Amichevole                                                              | -                                                                       |                                                                         |
| 18-12-1993                                                              | San Francisco                                                           | Stati Uniti                                                             | 0 – 3                                                                   | Germania                                                                | Amichevole                                                              | -                                                                       |                                                                         |
| 22-12-1993                                                              | Città del Messico                                                       | Messico                                                                 | 0 – 0                                                                   | Germania                                                                | Amichevole                                                              | -                                                                       |                                                                         |
| 23-3-1994                                                               | Norimberga                                                              | Germania                                                                | 2 – 1                                                                   | Italia                                                                  | Amichevole                                                              | -                                                                       |                                                                         |
| 27-4-1994                                                               | Abu Dhabi                                                               | Emirati Arabi Uniti                                                     | 0 – 2                                                                   | Germania                                                                | Amichevole                                                              | -                                                                       |                                                                         |
| 29-5-1994                                                               | Hannover                                                                | Germania                                                                | 0 – 2                                                                   | Irlanda                                                                 | Amichevole                                                              | -                                                                       |                                                                         |
| 2-6-1994                                                                | Vienna                                                                  | Austria                                                                 | 1 – 5                                                                   | Germania                                                                | Amichevole                                                              | -                                                                       |                                                                         |
| 8-6-1994                                                                | Toronto                                                                 | Canada                                                                  | 0 – 2                                                                   | Germania                                                                | Amichevole                                                              | -                                                                       |                                                                         |
| 17-6-1994                                                               | Chicago                                                                 | Germania                                                                | 1 – 0                                                                   | Bolivia                                                                 | Mondiali 1994 - 1º turno                                                | -                                                                       |                                                                         |
| 21-6-1994                                                               | Chicago                                                                 | Germania                                                                | 1 – 1                                                                   | Spagna                                                                  | Mondiali 1994 - 1º turno                                                | -                                                                       |                                                                         |
| 27-6-1994                                                               | Dallas                                                                  | Germania                                                                | 3 – 2                                                                   | Corea del Sud                                                           | Mondiali 1994 - 1º turno                                                | -                                                                       |                                                                         |
| 2-7-1994                                                                | Chicago                                                                 | Germania                                                                | 3 – 2                                                                   | Belgio                                                                  | Mondiali 1994 - Ottavi di finale                                        | -                                                                       |                                                                         |
| 10-7-1994                                                               | New York                                                                | Bulgaria                                                                | 2 – 1                                                                   | Germania                                                                | Mondiali 1994 - Quarti di finale                                        | -                                                                       |                                                                         |
| 7-9-1994                                                                | Mosca                                                                   | Russia                                                                  | 0 – 1                                                                   | Germania                                                                | Amichevole                                                              | -                                                                       |                                                                         |
| 12-10-1994                                                              | Budapest                                                                | Ungheria                                                                | 0 – 0                                                                   | Germania                                                                | Amichevole                                                              | -                                                                       |                                                                         |
| 16-11-1994                                                              | Tirana                                                                  | Albania                                                                 | 1 – 2                                                                   | Germania                                                                | Qual. Euro 1996                                                         | -                                                                       |                                                                         |
| 29-3-1995                                                               | Tbilisi                                                                 | Georgia                                                                 | 0 – 3                                                                   | Germania                                                                | Qual. Euro 1996                                                         | -                                                                       |                                                                         |
| 23-8-1995                                                               | Bruxelles                                                               | Belgio                                                                  | 1 – 2                                                                   | Germania                                                                | Amichevole                                                              | -                                                                       | cap.                                                                    |
| 6-9-1995                                                                | Norimberga                                                              | Germania                                                                | 4 – 1                                                                   | Georgia                                                                 | Qual. Euro 1996                                                         | -                                                                       |                                                                         |
| 15-11-1995                                                              | Berlino                                                                 | Germania                                                                | 3 – 1                                                                   | Bulgaria                                                                | Qual. Euro 1996                                                         | -                                                                       |                                                                         |
| 15-12-1995                                                              | Johannesburg                                                            | Sudafrica                                                               | 0 – 0                                                                   | Germania                                                                | Amichevole                                                              | -                                                                       |                                                                         |
| 21-2-1996                                                               | Porto                                                                   | Portogallo                                                              | 1 – 2                                                                   | Germania                                                                | Amichevole                                                              | -                                                                       |                                                                         |
| 27-3-1996                                                               | Monaco di Baviera                                                       | Germania                                                                | 2 – 0                                                                   | Danimarca                                                               | Amichevole                                                              | -                                                                       |                                                                         |
| 24-4-1996                                                               | Rotterdam                                                               | Paesi Bassi                                                             | 0 – 1                                                                   | Germania                                                                | Amichevole                                                              | -                                                                       |                                                                         |
| 29-5-1996                                                               | Melbourne                                                               | Australia                                                               | 1 – 1                                                                   | Germania                                                                | Amichevole                                                              | -                                                                       |                                                                         |
| 4-6-1996                                                                | Mannheim                                                                | Germania                                                                | 9 – 1                                                                   | Liechtenstein                                                           | Amichevole                                                              | 1                                                                       | cap.                                                                    |
| 9-6-1996                                                                | Manchester                                                              | Rep. Ceca                                                               | 0 – 2                                                                   | Germania                                                                | Euro 1996 - 1º turno                                                    | -                                                                       | cap.                                                                    |
| 4-9-1996                                                                | Danzica                                                                 | Polonia                                                                 | 0 – 2                                                                   | Germania                                                                | Amichevole                                                              | -                                                                       |                                                                         |
| 9-10-1996                                                               | Erevan                                                                  | Armenia                                                                 | 1 – 5                                                                   | Germania                                                                | Qual. Mondiali 1998                                                     | -                                                                       |                                                                         |
| 9-11-1996                                                               | Norimberga                                                              | Germania                                                                | 1 – 1                                                                   | Irlanda del Nord                                                        | Qual. Mondiali 1998                                                     | -                                                                       |                                                                         |
| 14-12-1996                                                              | Lisbona                                                                 | Portogallo                                                              | 0 – 0                                                                   | Germania                                                                | Qual. Mondiali 1998                                                     | -                                                                       |                                                                         |
| 26-2-1997                                                               | Tel Aviv                                                                | Israele                                                                 | 0 – 1                                                                   | Germania                                                                | Amichevole                                                              | -                                                                       |                                                                         |
| 2-4-1997                                                                | Dortmund                                                                | Germania                                                                | 3 – 2                                                                   | Albania                                                                 | Qual. Mondiali 1998                                                     | -                                                                       |                                                                         |
| 30-4-1997                                                               | Brema                                                                   | Germania                                                                | 2 – 0                                                                   | Ucraina                                                                 | Qual. Mondiali 1998                                                     | -                                                                       |                                                                         |
| 7-6-1997                                                                | Kiev                                                                    | Ucraina                                                                 | 0 – 0                                                                   | Germania                                                                | Qual. Mondiali 1998                                                     | -                                                                       |                                                                         |
| 20-8-1997                                                               | Belfast                                                                 | Irlanda del Nord                                                        | 1 – 3                                                                   | Germania                                                                | Qual. Mondiali 1998                                                     | -                                                                       |                                                                         |
| 6-9-1997                                                                | Berlino                                                                 | Germania                                                                | 1 – 1                                                                   | Portogallo                                                              | Qual. Mondiali 1998                                                     | -                                                                       |                                                                         |
| 10-9-1997                                                               | Hannover                                                                | Germania                                                                | 4 – 0                                                                   | Armenia                                                                 | Qual. Mondiali 1998                                                     | -                                                                       | cap.                                                                    |
| 18-2-1998                                                               | Mascate                                                                 | Oman                                                                    | 0 – 2                                                                   | Germania                                                                | Amichevole                                                              | 1                                                                       | cap.                                                                    |
| 22-2-1998                                                               | Riad                                                                    | Arabia Saudita                                                          | 0 – 3                                                                   | Germania                                                                | Amichevole                                                              | -                                                                       | cap.                                                                    |
| 25-3-1998                                                               | Stoccarda                                                               | Germania                                                                | 1 – 2                                                                   | Brasile                                                                 | Amichevole                                                              | -                                                                       |                                                                         |
| 27-5-1998                                                               | Helsinki                                                                | Finlandia                                                               | 0 – 0                                                                   | Germania                                                                | Amichevole                                                              | -                                                                       | cap.                                                                    |
| 30-5-1998                                                               | Francoforte                                                             | Germania                                                                | 3 – 1                                                                   | Colombia                                                                | Amichevole                                                              | -                                                                       | cap.                                                                    |
| 5-6-1998                                                                | Mannheim                                                                | Germania                                                                | 7 – 0                                                                   | Lussemburgo                                                             | Amichevole                                                              | -                                                                       |                                                                         |
| 15-6-1998                                                               | Parigi                                                                  | Germania                                                                | 2 – 0                                                                   | Stati Uniti                                                             | Mondiali 1998 - 1º turno                                                | -                                                                       |                                                                         |
| 21-6-1998                                                               | Lens                                                                    | Germania                                                                | 2 – 2                                                                   | Jugoslavia                                                              | Mondiali 1998 - 1º turno                                                | -                                                                       |                                                                         |
| 25-6-1998                                                               | Montpellier                                                             | Germania                                                                | 2 – 0                                                                   | Iran                                                                    | Mondiali 1998 - 1º turno                                                | -                                                                       |                                                                         |
| 29-6-1998                                                               | Montpellier                                                             | Germania                                                                | 2 – 1                                                                   | Messico                                                                 | Mondiali 1998 - Ottavi di finale                                        | -                                                                       |                                                                         |
| 4-7-1998                                                                | Lione                                                                   | Croazia                                                                 | 3 – 0                                                                   | Germania                                                                | Mondiali 1998 - Quarti di finale                                        | -                                                                       |                                                                         |
| Totale                                                                  |                                                                         | Presenze (10º posto)                                                    | 105                                                                     |                                                                         | Reti                                                                    | 2                                                                       |                                                                         |

## Palmarès

### Giocatore

#### Club

##### Competizioni nazionali
- Campionato tedesco: 3

Bayern Monaco: 1989-1990
Borussia Dortmund: 1995-1996, 2001-2002
- Supercoppa di Germania: 3

Bayern Monaco: 1990
Borussia Dortmund: 1995, 1996
- Campionato italiano: 1

Juventus: 1994-1995
- Coppa Italia: 1

Juventus: 1994-1995

##### Competizioni internazionali
- Coppa UEFA: 1

Juventus: 1992-1993
- UEFA Champions League: 1

Borussia Dortmund: 1996-1997
- Coppa Intercontinentale: 1

Borussia Dortmund: 1997

#### Nazionale
- Campionato mondiale: 1

Italia 1990
- Campionato d'Europa: 1

Inghilterra 1996

#### Individuale
- Europei Top 11: 1

Svezia 1992
- Calciatore tedesco dell'anno: 1

1997